# Політбюро
Політбюро, політичне бюро — керівний орган комуністичних партій різних країн. Перше політбюро — Політбюро ЦК КПРС — було сформовано на засіданні Центрального комітету ЦК РСДРП(б) в 1917 році в Росії.
Вищим партійним органом комуністичної партії є центральний комітет (ЦК), політбюро обирається на пленумах ЦК і здійснює політичне керівництво між пленумами. В політбюро входять найбільш впливові члени ЦК. В умовах однопартійної системи політбюро фактично здійснює керівництво всією країною.
В наш час політбюро є керівним органом в Китаї, КНДР, Лаосі, В'єтнамі і на Кубі.
Термін «політбюро» запозичений деякими мовами світу в незмінному вигляді, наприклад Politburó в іспанській мові, Politbüro в німецькій. В інших мовах використовуються кальки: 政治局 (Zhèngzhìjú) — в китайській мові, Bộ Chính trị — у в'єтнамській, 정치국, 政治局 (Jeongchiguk) — в корейській мові.